# Ferario Spasov
Ferario Spasov (en búlgaro: Ферарио Спасов; Dupnitsa, Bulgaria; 20 de febrero de 1962 - 11 de noviembre de 2023) fue un futbolista y entrenador de fútbol búlgaro que jugó en la posición de centrocampista.

## Carrera

### Jugador
| Periodo   | Club               |
| --------- | ------------------ |
| 1979-1983 | Osam Lovech        |
| 1983-1986 | OFC Spartak Pleven |
| 1986–1993 | Osam Lovech        |

### Entrenador
| Periodo   | Club              |
| --------- | ----------------- |
| 1996      | Olimpik Teteven   |
| 1997      | Spartak Varna     |
| 1998–1999 | Litex Lovech      |
| 2000–2003 | Litex Lovech      |
| 2004      | PFC CSKA Sofia    |
| 2006      | Dunav Ruse        |
| 2007      | Litex Lovech      |
| 2008–2011 | Bulgaria U17      |
| 2012      | PFC Botev Plovdiv |
| 2014–2015 | FC Montana        |
| 2016      | Etar              |
| 2016      | Spartak Pleven    |
| 2016–2017 | Beroe             |
| 2017–2019 | FC Montana        |
| 2019–2020 | PFC Botev Plovdiv |
| 2021      | FC Levski Lom     |
| 2022–2023 | FC Montana        |
| 2023      | FC Dunav Lom      |

## Muerte
Spasov murió en un accidente de tráfico el 11 de noviembre de 2023 a los 61 años.

## Logros
- Bulgarian A Group: 1998–99
- Bulgarian Cup: 2000–01